# Нахимовское (Ленинградская область)
Нахимовское (до 1948 года Хюриля, фин. Hyrilä) — посёлок в Рощинском городском поселении Выборгского района Ленинградской области.

## Название
Зимой 1948 года согласно постановлению общего собрания рабочих и служащих подсобного хозяйства Ленинградского Нахимовского военно-морского училища деревне Хюриля было присвоено наименование Нахимовская.
Переименование было закреплено указом Президиума ВС РСФСР от 13 января 1949 года.

## История
Хюриля являлась частью деревни Хямеенкюля (фин. Hämeenkylä).

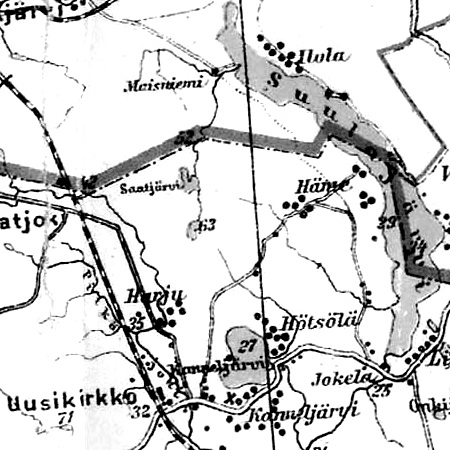
Деревня Хямеенкюля (Хяме) на финской карте 1923 года

До 1939 года деревня Хюриля входила в состав волости Каннельярви Выборгской губернии Финляндской республики.
Согласно административным данным 1966 года посёлок Нахимовское находился в составе Победовского сельсовета
Согласно данным 1973 и 1990 годов посёлок Нахимовское находился в составе Цвелодубовского сельсовета.
В 1997 году в посёлке Нахимовское Цвелодубовской волости проживали 7 человек, в 2002 году — постоянного населения не было.
В 2007 году в посёлке Нахимовское Рощинского ГП проживали 12 человек, в 2010 году — 6 человек.

## География
Посёлок расположен в южной части района на автодороге 41К-432 (подъезд к пос. Пушное) к востоку от автодороги А181 (часть E 18) «Скандинавия» (Санкт-Петербург — Выборг — граница с Финляндией).
Расстояние до административного центра поселения — 16 км.
Расстояние до ближайшей железнодорожной станции Каннельярви — 9 км. 
Посёлок находится на западном берегу Нахимовского озера.

## Демография
| 2007 | 2010 | 2017 | 2021 |
| ---- | ---- | ---- | ---- |
| 12   | ↘6   | →6   | ↗11  |

## Улицы
Ягодный переулок.